# Druhá vídeňská škola
Jako Druhá vídeňská škola je označována skupina skladatelů, soustředěných v prvé polovině 20. století ve Vídni kolem Arnolda Schönberga a zahrnující především jeho žáky. Tvorba těchto skladatelů vychází z principů expresionismu. Skladatelé odmítají tradiční hudební prostředky a snaží se je nahrazovat novými. Od rozšířené tonality dospívají k atonalitě, dodekafonii a serialismu.

## Příslušníci
Nejvýznamnějšími příslušníky této školy byli, vedle Arnolda Schönberga, Alban Berg a Anton Webern. Oba skladatelé měli již za sebou bohatou tvorbu v pozdně romantickém duchu, ale studium u Schoenberga jim pokytlo nový směr a pevný řád. Dalšími skladateli této generace byli Ernst Krenek, Heinrich Jalowetz, Erwin Stein, Egon Wellesz a o něco později také Eduard Steuermann, Hanns Eisler, Rudolf Kolisch, Paul Amadeus Pisk, Karl Rankl, Josef Rufer a Viktor Ullmann. Za příslušníka této školy bývá také považován Schoenbergův bratranec Alexander Zemlinsky, ačkoliv nebyl přímým Schoenbergovým žákem a nikdy se zcela nevzdal tradiční tonality. Několik dalších skladatelů, jako Winfried Zillig, Roberto Gerhard, Norbert von Hannenheim a Nikos Skalkottas nestudovalo ve Vídni, ale byli účastníky Schoenbergových kurzů v Berlíně. V jistém rozšíření jsou mezi příslušníky 2. vídeňské školy počítáni i zámořští skladatelé John Cage, Leon Kirchner, Gerald Strang či kanadský klavírista Glenn Gould a žáci Weberna a Berga Hans Erich Apostel, René Leibowitz, Leopold Spinner a Ludwig Zenk.

## Název
Jako „První vídeňská škola“ je označován hudební styl v dějinách evropské hudby převládající v letech 1780–1827. Ve středoevropské tradici je toto období označováno zpravidla jako Vídeňský klasicismus. Patří sem zejména skladatelé Joseph Haydn, Wolfgang Amadeus Mozart, či Ludwig van Beethoven. Mezi další skladatele tohoto období je možné zahrnout také Antonia Salieriho, Michaela Haydna, či Karla Ditterse von Dittersdorf.
Za „Třetí vídeňskou školu“ bývá někdy považována skupina skladatelů sdružených okolo vídeňského komorního orchestru Klangforum Wien včetně jeho zakladatele Beata Furrera a dalších (Helmut Lachenmann, Olga Neuwirth, Friedrich Cerha, Bernhard Lang). Jejich snahou je zlomit prokletí Nové hudby a najít kompromis mezi novostí hudby a přístupností širšímu publiku.